# Санта Луча (Козенца)
Санта Луча је насеље у Италији у округу Козенца, региону Калабрија.
Према процени из 2011. у насељу је живело 488 становника. Насеље се налази на надморској висини од 250 м.